# تلمبه کاظمی
تلمبه کاظمی یک روستا در ایران است که در دهستان علی‌آباد ملک واقع شده‌است. تلمبه کاظمی ۱۱۰ نفر جمعیت دارد.